# Урумов кривец
Урумов кривец (Chondrilla urumoffii) e многогодишно тревисто растение от семейство Сложноцветни, наречен на името на българския ботаник Иван Урумов. Балкански ендемит разпространен в планините на Югозападна България и Северна Гърция.

## Разпространение
В България са открити находища на растението в северните части на Пирин, планината Славянка и средните дялове на Родопите при надморска височина 1000 – 1200 m. Видът е разпространен и в гранични райони на Северна Гърция. По-голямата част от находищата на вида в България са включени в границите на резерватите „Кастракли“ и „Червена стена“ в Родопите, и „Алиботуш“ в Славянка както и национален парк Пирин. Част от популацията му в Пирин, в местността Пещерите, е унищожена от незаконно строителство на ски път!

## Описание на вида
Видът е многогодишен тревист с къс, вдървесинен корен. Стъблата са с височина от 10 – 30 cm и обикновено са единични. Приосновните листа израстват в приосновна розетка, по форма са лопатовидни. Стъбловите листа са малобройни, люсповидни, линейни. Кошничките са разположени връхно, с по 5 – 10 езичести цветове. Обвивните листчета са подредени в 2 реда с единични черни власинки във връхната част. Цъфти от април до юни, а плодоветеузряват от юли до август. Опрашва се от насекоми. Размножава се със семена, разпространявани от вятъра, и вегетативно, чрез коренови издънки. Има сравнително ниска възобновителна способност.